# Svijanský Újezd
Svijanský Újezd település Csehországban, Libereci járásban. Svijanský Újezd Loukov, Svijany, Pěnčín, Soběslavice, Kobyly és Sezemice településekkel határos. Lakosainak száma 439 fő (2024. január 1.).

## Népesség
A település lakosságának változását az alábbi diagram mutatja:
| Lakosok száma | 436  | 502  | 538  | 372  | 311  | 358  | 431  | 447  | 428  | 439  |
|               | 1869 | 1890 | 1921 | 1950 | 1980 | 2001 | 2017 | 2019 | 2022 | 2024 |